# EC Iranduba da Amazônia
Der Esporte Clube Iranduba da Amazônia ist ein brasilianischer Sportverein aus Iranduba im Bundesstaat Amazonas. Seine Hauptsparte ist Fußball.

## Geschichte
Die Herrenfußballmannschaft des „Hulk aus dem Amazonas“ ist bereits im Gründerjahr Zweitligameister von Amazonas geworden und konnte darauf in der ersten Staatsliga spielen. Nach der Saison 2015 wurde das Team aus Kostengründen aufgelöst. Im Spätjahr 2018 kehrte Iranduba mit einer neuen Mannschaft in den Herrenfußball zurück und startete in der zweiten Amazonas-Liga.
Seither verfolgt der Verein durch eine zielgerichtete Förderung die Etablierung seiner Frauenfußballmannschaft unter die Spitzenteams auf nationaler Ebene. Vorangetrieben wurde dieses Engagement durch die Besetzung der technischen Leitung mit ehemaligen Funktionären der in der Förderung des Frauensports erfahrenen AE Kindermann, die im Spätjahr 2015 ihren Spielbetrieb eingestellt hatte. Auf Staatsebene hat das Frauenteam seit der Gründung sofort die Dominanz übernehmen und alle folgenden Staatsmeisterschaften gewinnen können. Auch hat das Team seit 2013 an allen nationalen Meisterschaften teilgenommen und spielt aktuell erstklassig, als einziges Amazonasteam im Fußballsport überhaupt. Dies beschert dem Team in aller Regelmäßigkeit eine im brasilianischen Frauenfußball überdurchschnittlich hohe Zuschauerkulisse, so dass besonders Spitzenspiele in die Arena da Amazônia im benachbarten Manaus verlegt werden müssen. Die Meisterschaftspartie gegen den SC Corinthians am 23. März 2016 (2:2) war das erste Frauenfußballspiel überhaupt, dass an dieser Stätte ausgetragen wurde. Als erste Frau hat hier Nathane Cadorini Fabem (Iranduba) ein Tor erzielt.
Am 11. November 2017 setzte sich Iranduba dank der Auswärtstorregelung nach einem 3:3 (2:2, 1:1) in den Finalspielen gegen Esportiva 3B durch und sicherte sich den siebten Staatsmeistertitel in Folge. Am 18. November 2018 bestritt Iranduba in der Arena da Amazônia im Wettbewerb im Eröffnungsspiel um die Copa Libertadores Femenina 2018 seine erste internationale Begegnung, die der Club mit 2:1 gegen den Flor de Patria FC aus Venezuela gewann. Das erste internationale Tor erzielte die ausgeliehene Andressa Cavalari Machry. Durch Raquel Fernandes und Camila Martins Pereira leihweise zusätzlich verstärkt, beendete das Team das Turnier als Gesamtdritter nach einem Elfmetersieg über den chilenischen Vertreter CSD Colo-Colo. Während der Spielzeit 2019 musste der Kader von Iranduba einen großen Aderlass verkraften, indem der Club mehrere Stammkräfte mangels eines zahlungskräftigen Sponsors zu finanzstärkeren Vereinen ziehen lassen musste, wodurch er den Anschluss an die Spitze der brasilianischen Liga verlor und den Abstieg in die Zweitklassigkeit nur knapp entkam. Im Amazonas endete Irandubas Hegemonie am 30. November 2019 im Estádio Ismael Benigno zu Manaus nach einer 1:3-Niederlage im Meisterschaftsfinale gegen Esportiva 3B.
Am 27. Februar 2023 wurde der Verein vom Landesverband von Amazonas suspendiert, nachdem Spieler und Funktionäre in den Verdacht der Wettbewerbsmanipulation geraten waren. Dies hatte die Einstellung des Spielbetriebs sowohl der Herren- als auch der Frauenmannschaft zur Folge. Am 7. März 2024 wurde die Suspendierung vom nationalen brasilianischen Sportgerichtshof (STJD) aufgehoben und damit dem Verein die Rückkehr in den Spielbetrieb eingeräumt.

## Futsal
Das Futsalteam von Iranduba gewann 2016 die Staatsmeisterschaft und erreichte 2017 das Finale des erstmals ausgespielten Brasilianischen Frauenfutsalpokals, wo es den Leoas da Serra SC aus Santa Catarina unterlegen war.

## Erfolge
Fußball (Frauen)
- Staatsmeisterschaft von Amazonas: 2011, 2012, 2013, 2014, 2015, 2016, 2017, 2018

Futsal (Frauen)
- Staatsmeisterschaft von Amazonas: 2016
- Copa Rede Amazônica: 2017[13]